# Nastou Traoré
Pour les articles homonymes, voir Traoré.
Nastou de son vrai nom Nafissatou Traoré est une actrice ivoirienne,,connue pour avoir joué dans plusieurs séries à succès comme Ma famille, plusieurs longs métrages, mais également pour sa très forte poitrine qui lui vaut le surnom de Miss Lolo. Elle est également active dans la lutte contre le cancer du sein et du col de l'utérus,.

## Biographie
Considérée comme l'une des figures emblématiques de la comédie ivoirienne, Nastou débute au théâtre à 17 ans dans la troupe de Léonard Groguhet en participant dans quelques épisodes de son émission satirique ivoirienne Comment ça va? Elle fait également partie de l'équipe de théâtre des Guignols d'Abidjan, puis tourne dans la série Ma famille,. Dans les pièces, elle est souvent fiancée à Gohou. Elle joue dans plusieurs séries à succès (Ma famille, Ma grande famille, Ton pied mon pied, Allô ma copine) ainsi que plusieurs films. En 2022, elle est notamment en tête d'affiche du film Le coup de grâce inspiré de la vie politique africaine. 

### Miss Lolo
Elle est célèbre pour sa poitrine imposante (105 E). On l'aperçoit dans le clip de Meiway, Miss Lolo ou encore dans ses clips Nastou style et Voici lolo. En tant que Miss Lolo, elle est parfois considérée comme une icône des femmes décomplexées en Afrique,.

### Militantisme
En 2015, elle crée le collectif Femina Comedy qui produit des films et pièces de théâtres récoltant des fonds au profit d'ONG militant pour le droit des femmes. C'est également dès 2015 qu'elle s'investit dans la sensibilisation à la lutte contre le cancer et fonde Action Cancer Afrique.

## Filmographies

### Séries
- 2002-2007: Ma famille[2],[3],[13].
- Guignols d'Abidjan[13].
- 2015: Les mariés du net.
- 2016 : Ton pied, mon pied[13]

### Films
- 2009 : Lago le terrible
- 2013 : Un mariage à 5[14]
- 2016 : Bienvenue au Gondwana
- 2022 : Le coup de grâce[14]